# Distrito de Huachupampa

Provincia de Huarochirí en el Departamento de Lima, Perú

El Distrito de Huachupampa es uno de los treinta y dos distritos de la Provincia de Huarochirí en el Departamento de Lima, bajo la administración del Gobierno Regional de Lima-Provincias, Perú.
Dentro de la división eclesiástica de la Iglesia Católica del Perú, pertenece a la Vicaría IV de la Diócesis de Chosica

## Historia
El distrito fue creado mediante Ley N° 15113 del 24 de julio de 1964, en el primer gobierno del Presidente Fernando Belaúnde Terry. 

## Geografía
Abarca una superficie de 76,02 km² y tiene una población aproximada de 1 600 habitantes.
Su capital es la ciudad de San Lorenzo de Huachupampa, ubicada sobre los 2 865 m s. n. m. con una población de 955 habitantes.

## Centros poblados
- Vicas a 2 661 m s. n. m. con 515 habitantes
- Pongo a 2 538 m s. n. m. con 14 habitantes
- Autisha a 2 284 m s. n. m. con 54 habitantes

## Autoridades
- 2019 - 2022
  - Alcalde: Edson Heber López Valdez, Movimiento Regional Patria Joven (MRPJ).
- 2015 - 2018[2]
  - Alcalde: Hammerli Cornelio Lozano Huari, Movimiento regional Unidad Cívica Lima (UCL).
  - Regidores: Luis Eval Gabriel Julca (UCL), Graciela Leonor García Orozco (UCL), Aníbal Braulio López Lozano (UCL), Jesús Fidel Huayanay  Cisneros (UCL), Gerardo Antonio Gamarra Doria (Acción Popular).
- 2011 - 2014[3]
  - Alcalde:  Javier Alex Vásquez Carrasco, Partido Acción Popular (AP).[4]
  - Regidores: 	Cipriano Sabino Rivera Paredes (AP), Marco Antonio Orozco Alarcón (AP), Delci Leonilda Rodríguez Quispe (AP), Carlos Enrique Faustino Ramos (AP), Jorge Willy Quispe Huamán (Alternativa Huarochirana).
  - ALcalde:
- 2007 - 2010[5]
  - Alcalde: Javier Alex Vásquez Carrasco, Partido Acción Popular (AP).
- 2003 - 2006
  - Alcalde: Edson Heber López Valdez, Movimiento independiente Desarrollo Huarochirano.
- 1999 - 2002
  - Alcalde: Edson Heber López Valdez, Movimiento independiente Reconstrucción Huarochirana.
- 1996 - 1998
  - Alcalde: Hipólito Bautista Vásquez, Alianza Izquierda Unida.
- 1993 - 1995
  - Alcalde: Hipólito Bautista Vásquez, Alianza Izquierda Unida.
- 1990 - 1992
  - Alcalde: Andrés Voggel López Huaylinos, Alianza Izquierda Unida.
- 1987 - 1989
  - Alcalde: Ignacio Gabriel Quispe, Partido Aprista Peruano.
- 1984 - 1986
  - Alcalde: Alejandro Rodríguez Gabriel, Alianza Izquierda Unida.
- 1981 - 1983
  - Alcalde: Zenón Gabino Quispe, Partido Aprista Peruano.

### Policiales
- Comisaría de Huachupampa
  - Comisario: Mayor PNP  .[6]

### Religiosas
- Diócesis de Chosica[7]
  - Obispo: Mons. Norbert Klemens Strotmann Hoppe M.S.C.
- Parroquia Iglesia Matriz Santa Eulalia - Capilla San Lorenzo[8]
  - Párroco: Pbro. Paulin Joachin Kameni

## Educación

### Instituciones educativas
- I.E.

## Turismo
Durante la colonia se hizo famoso el pueblo de Quillcamachay a 4050 m s. n. m. como parte de la ruta del hielo.

## Festividades
- La Champeria (carrera de caballos del 24 de junio).